# Sinagoga Ahrida
La Sinagoga Ahrida o Kahal d'Ohrid (en hebreu: בית הכנסת אכרידה) (en turc: Ahrida Sinagogu) és una de les sinagogues més antigues de la ciutat d'Istanbul. La sinagoga es troba al barri jueu de Balat. El temple va ser construït pels jueus que van emigrar de la ciutat d'Ohrid, quan aquesta encara formava part de l'Imperi Otomà (actualment forma part de Macedònia del Nord). Cal destacar que els jueus de Macedònia van emigrar a Turquia fa més de 550 anys. L'edifici és una de les dues sinagogues més antigues del Corn d'Or, i va ser renovat en 1992 per la fundació del cinquè centenari, en celebració dels 500 anys de l'arribada dels jueus a l'Imperi Otomà. La sinagoga Ahrida és l'única sinagoga de la ciutat d'Istanbul, on Sabatai Seví, el fundador del moviment sabateu, va resar.